# Janusz Ziejewski
Janusz Ziejewski (ur. 25 marca 1906 w Warszawie, zm. 26 listopada 1973 tamże) – polski aktor teatralny, filmowy i telewizyjny.

## Życiorys
Od 1927 występował na scenach teatrów Warszawy, Poznania i Krakowa. Uczestniczył w kampanii wrześniowej jako podporucznik artylerii. Podczas II wojny światowej był więźniem w oflagu II C Woldenberg, gdzie występował w przedstawieniach teatralnych.
Po powrocie do Polski występował na deskach krakowskich scen Teatru im. Juliusza Słowackiego (1945–1946) i Teatru Kameralnego TUR (1946–1948) oraz w sezonie 1948/1949 w Teatrze Śląskim im. Stanisława Wyspiańskiego w Katowicach. W 1949 przeniósł się do Warszawy i występował w stołecznych teatrach: Narodowym (1949–1950 i 1956 oraz 1958–1966), Domu Wojska Polskiego (1950–1955), Polskim (1956–1957), Klasycznym (1958) oraz Dramatycznym (1966–1973).
Występował również w Teatrze Telewizji, m.in. w spektaklach: Wyjątek i reguła Bertolta Brechta w reż. Konrada Swinarskiego (1955), Gracze Nikołaja Gogola w reż. Stanisława Bielińskiego (1959), Cyd Jana Andrzeja Morsztyna w reż. Ludwika René (1963), Burza Williama Szekspira w reż. Krystyny Skuszanki (1964), Stanisław i Bogumił Marii Dąbrowskiej w reż. Jerzego Krasowskiego (1965), Pan Tadeusz Adama Mickiewicza w reż. Adama Hanuszkiewicza (1966) oraz w Elektrze Eurypidesa w reż. Adama Hanuszkiewicza (1968), Makbecie Williama Szekspira w reż. Andrzeja Wajdy (1969), Epilogu norymberskim Jerzego Antczaka (1969), Pani Bovary Gustawa Flauberta w reż. Olgi Lipińskiej (1972), Kordianie i chamie według Leona Kruczkowskiego w reż. Jana Bratkowskiego (1972), a także w przedstawieniach Ruy Blas Victora Hugo w reż. Ludwika René jako Markiz de Santa Cruz (1973) i Lipcowe tarapaty Erskine Caldwella w reż. Daniela Bargiełowskiego jako Shep Barlow (1974).
W filmie zadebiutował w 1927 rolą marynarza w filmie Zew morza w reż. Henryka Szaro.

## Filmografia
| Filmy |                                     |                                                   |                             |
| Rok   | Tytuł                               | Rola                                              | Uwagi                       |
| 1927  | Zew morza                           | wachtowy                                          | debiut filmowy              |
| 1928  | Dzikuska                            |                                                   |                             |
| 1931  | Uwiedziona                          | przyjaciel Jerzego                                |                             |
| 1933  | Pod Twoją obronę                    | porucznik, przyjaciel Polaskiego                  |                             |
| 1936  | Barbara Radziwiłłówna               | Dowoyna                                           |                             |
| 1949  | Za wami pójdą inni                  | gestapowiec                                       |                             |
| 1950  | Miasto nieujarzmione                | niemiecki szabrownik                              |                             |
| 1951  | Pierwsze dni                        | Damalt, szwagier Plewy                            |                             |
| 1953  | Przygoda na Mariensztacie           | minister                                          |                             |
| 1953  | Piątka z ulicy Barskiej             | świadek na procesie chłopców                      | niewymieniony w napisach    |
| 1953  | Celuloza                            | bandyta „Baron”                                   |                             |
| 1954  | Kariera                             | pułkownik wywiadu angielskiego                    |                             |
| 1954  | Autobus odjeżdża 6.20               | dyrektor wesołego miasteczka                      |                             |
| 1958  | Ósmy dzień tygodnia                 | mężczyzna przyglądający się z samochodu Agnieszce | niewymieniony w napisach    |
| 1960  | Krzyżacy                            | Zyndram z Maszkowic                               |                             |
| 1961  | Świadectwo urodzenia                | żandarm niemiecki prowadzący jeńca                | nowela 2 pt. „List z obozu” |
| 1962  | Rodzina Milcarków                   | Paweł Milcarek, ojciec Barbary                    |                             |
| 1962  | Dom bez okien                       | siłacz Żaczek                                     |                             |
| 1964  | Spotkanie ze szpiegiem              | szatniarz w kawiarni                              |                             |
| 1965  | Sam pośród miasta                   | mężczyzna wołający „Konrad” na ulicy              | niewymieniony w napisach    |
| 1968  | Hrabina Cosel                       | generał August Christopher Wackenbarth            |                             |
| 1969  | Jak rozpętałem drugą wojnę światową | feldfebel w stalagu                               | część 1 pt. „Ucieczka”      |
| 1970  | Prawdzie w oczy                     | majster Sołda                                     |                             |
| 1975  | Noce i dnie                         | Walenty, karbowy w Serbinowie                     |                             |

| Produkcje telewizyjne |                                    |                                          |                                                                                 |
| Rok                   | Tytuł                              | Rola                                     | Uwagi                                                                           |
| 1954                  | Karabiny matki Carrar              | Pedro                                    | spektakl telewizyjny                                                            |
| 1955                  | Wyjątek i reguła                   | Świadek                                  | spektakl telewizyjny                                                            |
| 1957                  | Żołnierz królowej Madagaskaru      | kelner                                   | spektakl telewizyjny                                                            |
| 1957                  | Dwaj mężczyźni na drodze           | Wysoki                                   | spektakl telewizyjny                                                            |
| 1958                  | Podróż Anny Boleyn                 |                                          | spektakl telewizyjny                                                            |
| 1959                  | Gracze                             |                                          | spektakl telewizyjny                                                            |
| 1960                  | Przygoda króla Artura              | Potwór                                   | spektakl telewizyjny                                                            |
| 1961                  | W poszukiwaniu postaci scenicznych |                                          | spektakl telewizyjny                                                            |
| 1962                  | Matka                              | Policjant I                              | spektakl telewizyjny                                                            |
| 1963                  | Urząd                              | Pan Maliński                             | spektakl telewizyjny                                                            |
| 1963                  | Romans Teresy Hennert              |                                          | spektakl telewizyjny                                                            |
| 1963                  | Kordian                            |                                          | spektakl telewizyjny                                                            |
| 1963                  | Cyd                                | Diego                                    | spektakl telewizyjny                                                            |
| 1964                  | Burza                              | Bosman                                   | spektakl telewizyjny                                                            |
| 1965                  | Wystrzał                           | oficer                                   | film telewizyjny                                                                |
| 1965                  | Stanisław i Bogumił                | Krzyżpień                                | spektakl telewizyjny                                                            |
| 1965                  | Podziemny front                    | dozorca                                  | serial telewizyjny, odcinek: 5 pt. „Nim nadejdzie świt”                         |
| 1966                  | Wojna domowa                       | woźny w klubie, gdzie odbywa się konkurs | serial telewizyjny, odcinek: 13 pt. „Młode talenty”, niewymieniony w napisach   |
| 1966                  | Skowronek                          | La Hire                                  | spektakl telewizyjny                                                            |
| 1966                  | Pan Tadeusz                        |                                          | spektakl telewizyjny                                                            |
| 1966                  | Jegor Bułyczow i inni              |                                          | spektakl telewizyjny                                                            |
| 1966                  | Dzikie palmy                       |                                          | spektakl telewizyjny                                                            |
| 1967                  | Tortura nadziei                    | inkwizytor                               | film telewizyjny                                                                |
| 1967                  | Stawka większa niż życie           | niemiecki pułkownik na linii frontu      | serial telewizyjny, odcinek: 1 pt. „Wiem, kim jesteś”, niewymieniony w napisach |
| 1968                  | Spokojna noc                       |                                          | spektakl telewizyjny                                                            |
| 1968                  | Notes                              | Bezrobotny                               | spektakl telewizyjny                                                            |
| 1968                  | Hrabina Cosel                      | generał August Christopher Wackenbarth   | serial telewizyjny, odcinki: 1-3                                                |
| 1968                  | Grube ryby                         | Burczyński                               | spektakl telewizyjny                                                            |
| 1968                  | Elektra                            |                                          | spektakl telewizyjny                                                            |
| 1969                  | Najlepszy kolega                   | wędkarz                                  | film telewizyjny                                                                |
| 1969                  | Makbet                             | Żołnierz                                 | spektakl telewizyjny                                                            |
| 1969                  | Gniewko, syn rybaka                | Krzyżan                                  | serial telewizyjny, odcinki: 4, 5                                               |
| 1969                  | Epilog norymberski                 | oskarżony Wilhelm Frick                  | spektakl telewizyjny                                                            |
| 1970                  | W imieniu prawa                    |                                          | spektakl telewizyjny                                                            |
| 1970                  | Safona                             | Menishos                                 | spektakl telewizyjny                                                            |
| 1970                  | Epilog norymberski                 | oskarżony Wilhelm Frick                  | film telewizyjny                                                                |
| 1970                  | Balladyna                          |                                          | spektakl telewizyjny                                                            |
| 1971                  | Paweł-Pawłusza                     | Czapa                                    | spektakl telewizyjny                                                            |
| 1972                  | Ruy Blas                           | Markiz de Santa Cruz                     | spektakl telewizyjny                                                            |
| 1972                  | Pani Bovary                        | Notariusz                                | spektakl telewizyjny                                                            |
| 1972                  | Kordian i cham                     |                                          | spektakl telewizyjny                                                            |
| 1972                  | Biografia                          |                                          | spektakl telewizyjny                                                            |
| 1973                  | Ostatnia lekcja                    | Puzio                                    | spektakl telewizyjny                                                            |
| 1974                  | Lipcowe tarapaty                   | Shep Barlow                              | spektakl telewizyjny                                                            |
| 1977                  | Noce i dnie                        | Walenty, karbowy w Serbinowie            | serial telewizyjny, odcinki: 1, 5, 7, 10                                        |